# Phorbia xibeina
Phorbia xibeina este o specie de muște din genul Phorbia, familia Anthomyiidae, descrisă de Wu, Zhang și Fan în anul 1988. Conform Catalogue of Life specia Phorbia xibeina nu are subspecii cunoscute.